# Metody (Zlatanow)
Metody, imię świeckie Metodij Zlatanow (ur. 24 sierpnia 1963 w Berowie) – duchowny Macedońskiego Kościoła Prawosławnego, od 2006 metropolita Ameryki i Kanady. Święcenia diakonatu przyjął 6 lipca 1996, a prezbiteratu 14 lipca.
Chirotonię biskupią otrzymał 21 czerwca 2005.